# فرع المجزعة (خولان)

تعديل مصدري - تعديل

فرع المجزعة هي إحدى قرى عزلة المكير اللغباء بمديرية خولان التابعة لمحافظة صنعاء، بلغ تعداد سكانها 310 نسمة حسب تعداد اليمن لعام 2004.